# 3e Leger (Japan)
Het Japanse Derde Leger (Japans: 第3軍, Dai-san gun) was een leger van het Japanse Keizerlijke Leger. Dit leger werd opgericht op  1 mei 1904 en werd ingezet tijdens de Russisch-Japanse Oorlog. Op 26 januari 1906  werd het ontbonden.  Op 13 januari 1938 werd het leger opnieuw opgericht ditmaal als onderdeel van het Kanto-leger. Het vormde het garnizoensleger van Mantsjoekwo.  Bij zijn overgave in augustus 1945 bevond het leger zich in de omgeving van de Chinese steden Yanji en  Hunchun.

## Russisch-Japanse Oorlog
Het Derde Leger werd in 1904 opgericht tijdens de Russisch-Japanse Oorlog onder bevel van generaal Nogi Maresuke. Het leger diende voor het beleg van Port Arthur. Na de val van Port Arthur trok het leger naar het noorden, waar het vocht in de beslissende Slag bij Mukden.

## Tweede Chinees-Japanse Oorlog
Het derde leger werd opnieuw gemobiliseerd te Mantsjoekwo op 13 januari 1938 om de grens met Rusland te verdedigen.

## Tweede Wereldoorlog
In juli 1942 kwam het derde leger onder de 1e Legergroep (Japan).
Tijdens Operatie Augustusstorm kon het derde leger weinig inbrengen tegen het geoefende Rode Leger. Het derde leger trok terug naar Jilin richting Korea en gaf zich op het einde van de oorlog over te Yanji en Hunchun.

## Bevelhebbers

### Commandanten
|   | Naam                                | Van               | Tot               |
| - | ----------------------------------- | ----------------- | ----------------- |
| 1 | Generaal Nogi Maresuke              | augustus 1904     | januari 1906      |
| 2 | Generaal Otozō Yamada               | 13 januari 1938   | 10 december 1938  |
| 3 | Generaal Hayao Tada                 | 10 december 1938  | 12 september 1939 |
| 4 | Generaal Kamezo Suetaka             | 12 september 1939 | 1 maart 1941      |
| 5 | Generaal Masakazu Kawabe            | 1 maart 1941      | 17 augustus 1942  |
| 6 | Luitenant-generaal Eitaro Uchiyama  | 17 augustus 1942  | 7 februari 1944   |
| 7 | Luitenant-generaal Hiroshi Nemoto   | 7 februari 1944   | 22 november 1944  |
| 8 | Luitenant-generaal Murakami Keisaku | 22 november 1944  | september 1945    |

#### Stafchef
|    | Naam                                 | Van              | Tot              |
| -- | ------------------------------------ | ---------------- | ---------------- |
| 1  | Generaal-majoor Ijichi Kōsuke        | augustus 1904    | januari 1905     |
| 2  | Generaal-majoorMasatoshi Matsunaga   | februari 1905    | maart 1905       |
| 3  | Generaal-majoor Ichinohe Hyoe        | maart 1905       | januari 1906     |
| 4  | Luitenant-generaal Akita Nakamura    | 20 januari 1938  | 14 april 1938    |
| 5  | Luitenant-generaal Teiichi Suzuki    | 14 april 1938    | 10 december 1938 |
| 6  | Luitenant-generaal Masami Maeda      | 10 december 1938 | 9 maart 1940     |
| 7  | Luitenant-generaal Toshimichi Uemura | 9 maart 1940     | 1 april 1941     |
| 8  | Luitenant-generaal Takezo Numata     | 1 april 1941     | 1 juli 1942      |
| 9  | Generaal-majoor Akio Doi             | 1 juli 1942      | 11 maart 1943    |
| 10 | Generaal-majoor Tatsuhiko Takashima  | 11 maart 1943    | 16 december 1944 |
| 11 | Generaal-majoor Hanjiro Ikeya        | 16 december 1944 | september 1945   |